# Microsoft Office 2010
Microsoft Office 2010 (кодног назива Office 14) је верзија Microsoft Office-а за Виндовс коју је Microsoft представио 15. маја 2009. и пуштен у производњу 15. априла 2010.  са општом доступношћу 15. јуна 2010.
Office 2010 уводи побољшања корисничког интерфејса укључујући приказ Backstage који обједињује задатке управљања документима на једну локацију. Трака представљена у Оффице 2007 за Access, Excel, Outlook, PowerPoint и Word је примарни кориснички интерфејс за све апликације у систему Office 2010 и сада је прилагодљив.    Функције за заједничко уређивање које омогућавају вишеструким корисницима да деле и уређују документе;  подршка проширеног формата датотеке ;  интеграција са Onedrive и СхареПоинт ;  и безбедносна побољшања као што је Протецтед Виев, сандбок за заштиту корисника од злонамерног садржаја  су међу осталим новим функцијама. Дебитовао је Оффице Онлине, бесплатне веб-базиране верзије програма Excel, OneNote, PowerPoint и Word.    Ново издање Оффице Стартер 2010 замењује Мицрософт Воркс .    Оффице Мобиле 2010, ажурирање Мицрософт-овог пакета за продуктивност мобилних уређаја објављено је 12. маја 2010. као бесплатна надоградња из Виндовс Пхоне продавнице за Виндовс Мобиле 6.5 уређаје са инсталираном претходном верзијом Оффице Мобиле.   
Office 2010 је прва верзија Оффицеа која се испоручује у 64-битној верзији.   То је такође прва верзија која захтева активацију производа за количинску лиценцу .   Office 2010 је компатибилан са Виндовс КСП СП3 и Виндовс Сервер 2003 СП2 до Виндовс 10 в1809 и Виндовс Сервер 2016 .   То је последња верзија Мицрософт Оффице-а која подржава Виндовс КСП СП3, Виндовс Сервер 2003 СП2, Виндовс Виста СП1+ и Виндовс Сервер 2008 .    
Рецензије су генерално биле веома позитивне, уз похвале новом приказу Backstage-а, новим опцијама прилагођавања траке и уграђивању траке у све програме.   Међутим, продаја је у почетку била нижа од продаје његовог претходника. Упркос томе, Office 2010 је био успешан, надмашивши претходне рекорде компаније у погледу усвајања,  примене,  и прихода.  Од 31. децембра 2011. продато је приближно 200 милиона лиценци за Office 2010,  пре његовог укидања 31. јануара 2013. 
Основна подршка је окончана 13. октобра 2015., а проширена подршка 13. октобра 2020., на исти датум када је престала главна и проширена подршка за Виндовс Ембеддед Стандард 7 .  Office 2010 је последња верзија Оффице-а која се може активирати без регистрације на Мицрософт налог ; потребна је регистрација за активацију почевши од Оффице 2013.  Дана 9. јуна 2018., Мицрософт је објавио да његови форуми више неће укључивати Office 2010 или друге производе у проширеној подршци међу својим производима за дискусије које укључују подршку.  Мицрософт је 27. августа 2021. објавио да ће Outlook 2010 и Outlook 2007 бити прекинути у повезивању са Мицрософт 365 Екцханге серверима 1. новембра 2021. 